# Hokjesdenken
Hokjesdenken of hokjesgeest is volgens het woordenboek "een ongenuanceerde wereldbeschouwing hebben" en heeft vrijwel altijd een negatieve lading. Een synoniem voor hokjesdenken is categoriseren. Hokjesdenken is veelal egocentrisch van aard. Hokjesdenken is de neiging om mensen of voorwerpen in te delen in een bepaalde categorie en eigenschappen toe te kennen aan alle leden van de categorie, bijvoorbeeld "mensen met een blauwe spijkerbroek zijn saai".

## Categoriseren
Een handige eigenschap van onze hersens is dat we dingen kunnen categoriseren. Als men iets met twee poten en vleugels ziet, dan weet men dat het een vogel is. Men hoeft zo niet elke vogel (mus, kraai, arend) apart te beoordelen, maar ze kunnen in de groep "vogels" worden geplaatst. Zo kan het ook met mensen. Men denkt bijvoorbeeld al gauw dat wanneer iemand geheel in het zwart gekleed gaat, diegene Gothic is, en niet iemand die toevallig zwarte kleding draagt.
Deze eigenschap, het generaliserend vermogen, is een van de meest waardevolle eigenschappen van onze hersenen. Het is nodig om de complexe informatie die iemand binnenkrijgt te versimpelen. Zonder deze eigenschap zou men waarschijnlijk niet goed kunnen functioneren. Vaak doet men dit onbewust. Als iemand bijvoorbeeld in de supermarkt is en iets niet kan vinden, zal diegene zich waarschijnlijk wenden tot iemand in bedrijfskleding. Die persoon wordt zo in het hokje supermarktpersoneel geplaatst.
De informatie over een persoon wordt gebaseerd op diens uiterlijk, geslacht en lichaamsbouw. Natuurlijk kijkt men ook naar dingen die veranderen, zoals gezichtsuitdrukkingen. Op deze manier kan men een instantoordeel over iemand vormen, een ogenblikkelijke, onbewuste en automatische waardering. Oftewel men stopt zo'n persoon in een hokje. Men heeft nu bepaalde verwachtingen.

## Reacties
De reacties op deze hokjes zijn verschillend. Mensen die weleens op een negatieve manier in een hokje waren geplaatst, voelen vaak afwijzing, boosheid, verontwaardiging en verdriet. Mensen die op een positieve manier in een hokje worden geplaatst, voelen zich vooral trots, tevreden en vrolijk. Een nadeel is dat door deze positieve verwachtingen een grote druk op de schouders van die persoon wordt gelegd. Een probleem wordt het wanneer mensen bepaalde verwachtingen van iemand hebben, terwijl diegene hier helemaal niet aan kan voldoen. Een ander groot nadeel van de poging om de wereld te vereenvoudigen is de neiging dat vaak alleen de negatieve dingen worden gezien; dit kan bijvoorbeeld leiden tot racisme.
Er zijn ook perioden waarin zich een anti-hokjesdenken voordoet, wanneer men op samenwerking en eenheid aanstuurt. Zulk een periode deed zich voor ná de Tweede Wereldoorlog toen in de politiek de PvdA en het CDA werden opgericht. In religie gingen kerkgenootschappen, zoals de Nederlandse Hervormde Kerk en de Gereformeerde Kerken weer samen. In de politiek heeft dit anti-hokjesdenken echter niet lang geduurd, gezien het aantal politieke partijen in het huidige Nederlandse parlement.